# Domenico Marocchino
Domenico Marocchino (ur. 5 maja 1957 w Vercelli) – włoski piłkarz, grający na pozycji pomocnika, trener piłkarski.

## Kariera piłkarska

### Kariera klubowa
Wychowanek klubu Juventus. W 1976 rozpoczął karierę piłkarską w drużynie Juniorcasale. Od 1977 przeszedł do Cremonese. W 1978 został zaproszony do Atalanty. W latach 1979–1983 bronił barw Juventusu, z którym dwukrotnie zdobył mistrzostwo Włoch. Potem występował w Sampdorii, a po roku przeniósł się do Bologni. W 1987 wrócił do Casale. W 1988 został piłkarzem Valenzany, w którym zakończył karierę piłkarską w roku 1992.

### Kariera reprezentacyjna
5 grudnia 1981 roku debiutował w narodowej reprezentacji Włoch w meczu przeciwko Luksemburga (1:0).

## Kariera trenerska
W 1997 roku rozpoczął pracę trenerską w amatorskim klubie La Chivasso.

## Sukcesy i odznaczenia

### Sukcesy klubowe
Juventus
- mistrz Włoch: 1980/81, 1981/82
- zdobywca Pucharu Włoch: 1982/83